# Ciarforon
Ciarforon – szczyt w Alpach Graickich, części Alp Zachodnich. Leży w północnych Włoszech na granicy regionów Dolina Aosty i Piemont. Należy do Masywu Gran Paradiso. Szczyt można zdobyć ze schroniska Rifugio Vittorio Emanuele II (2732 m). Szczyt otaczają lodowce: Moncorvè na północy, Ciamousseretto na wschodzie, Breuil na południu oraz Monciair na zachodzie.
Pierwszego wejścia dokonali F. Vallino i A. Blanchetti 25 sierpnia 1871 r.